# Tytlewo
Tytlewo est un village de Pologne situé en Couïavie-Poméranie, dans le gmina (commune) de Lisewo.